# روجر فغالي
روجر فغالي هو سائق راليات لبناني بدأ مسيرته في سنة 2001. تنافس في بطولة العالم للراليات.

## روابط خارجية
- روجر فغالي على موقع eWRC-results.com (الإنجليزية)